# Bebbe Mbangue Gustave
Gustave M'Bangue Bebbe ou Alper Aydın en turc, est un joueur de football camerounais né à Yaoundé le 22 juin 1982 qui évolue au poste d'attaquant. Il compte trois sélections en équipe du Cameroun en 2008, avec notamment Samuel Eto'o ou encore Salomon Olembe.

## Clubs
- 2004-2006 : Cotonsport Garoua  Cameroun
- 2006-2006 : Konyaspor  Turquie (20 matches, 2 buts)
- Depuis 2006 : Ankaragüçü  Turquie

## Équipe du Cameroun
- Bebbe est régulièrement appelé en équipe du Cameroun de football.
- Il a marqué son premier but lors de sa deuxième sélection avec l'équipe des « Lions indomptables » lors des qualifications croisées pour la Coupe du monde et la coupe d'Afrique des nations 2010.

Ce but fut marqué à la 87e minute lors de la rencontre : Île Maurice - Cameroun (0-3)